# AMOS BASIC
Pour les articles homonymes, voir AMOS.
AMOS BASIC a été un langage dérivé du Basic standard et utilisable sur les machines Amiga.
Créé par François Lionet (en) en 1990, il s'affranchissait des contraintes du système d'exploitation de la firme Commodore International et accédait directement à la ROM et au processeur Motorola 68000, permettant ainsi d'exploiter toutes les possibilités graphiques de l'Amiga.
Amos était initialement un portage du STOS BASIC de l'Atari ST, mais dépassa en fonctionnalités son prédécesseur, et aussi en capacités du fait des composants des machines Amiga.
Amos fut édité par l'entreprise anglaise Europress (en).

## Les mots clés
On y retrouve tous les mots clés des langages Basic d'origine ce qui en a fait un possible langage d'initiation. Une nouvelle version, adaptée aux ordinateurs et smartphones d'aujourd'hui, va sortir mi 2021 sous le nom de AOZ Studio. François Lionet et avec lui une équipe travaillent sur le projet depuis fin 2009.

## Les spécificités
- À l'intérieur du langage Amos, un autre programme nommé « Amal » venait s'intégrer et offrait des performances graphiques permettant des simulations et adapté à la création de jeux vidéo.
- Multitâche géré automatiquement par le langage.

## La fin
Commodore orienta la programmation de sa ROM dans un sens ne permettant pas l'extension d'un langage comme Amos.
Des critiques s'élevèrent précisant qu'Amos ne permettait pas de construire des menus, déterminer des boîtes de dialogue et des feuilles multiples ce que le nouveau Visual Basic de Microsoft permettait.
La deuxième mouture du langage nommée "Amos Professionnal" répondit en partie à ces critiques mais il était trop tard, le langage Amos disparut dans les flots de la concurrence.
Sa syntaxe pourtant très évolutive (du fait de l'extension d' "Amal") aurait pu servir d'école à une génération de développeurs créatifs, particulièrement dans le domaine des jeux et de la simulation lui laissant un créneau face à Visual Basic, lequel était adapté à la gestion et à la bureautique.
On peut regretter la disparition de tels langages mais en même temps les développeurs ne peuvent pas être liés à un seul type de machine et de processeur et tous les langages modernes se dirigent vers l'indépendance par rapport à la machine d'origine.
Aujourd'hui, François Lionet a autorisé la distribution du langage gratuitement. Il est téléchargeable sur GitHub, ainsi que toutes les sources.

## Renouveau
Un interpréteur libre a été écrit, Alvyn (2004) qui permet d'exécuter des programmes AMOS sur de nombreux systèmes d'exploitation. Il est basé sur la bibliothèque SDL. Cette bibliothèque est également à la base de PyGame qui permet d'utiliser SDL avec le langage Python.
Le manque de langages de programmation simple pousse François Lionet à réécrire les instructions d'AMOS en JavaScript pour ordinateurs récents. Il est aujourd'hui à la recherche de programmeurs pour réaliser cette tâche.
A côté de cela, un développeur indépendant, Frédéric Cordier, a créé sa propre branche de l'Amos Professional. Initialement nommé "Amos Professional AGA", il a mis à disponibilité le code source de la dernière version de cette branche sur son repository github. Le projet porte maintenant le nom "Amos Professional Unity" et a pour objectif de supporter le chipset AGA, ce qui est presque achevé, et le chipset SAGA des cartes Vampire.